# Ángel Román Idígoras
Ángel Román Idígoras (ur. 30 czerwca 1968 w Madrycie) – hiszpański duchowny katolicki, biskup Albacete od 2025.

## Życiorys

### Prezbiterat
Święcenia kapłańskie otrzymał 24 kwietnia 1994 i został inkardynowany do diecezji Alcalá de Henares.

### Episkopat
6 marca 2025 papież Franciszek mianował go biskupem ordynariuszem diecezji Albacete. Sakry udzielił mu 3 maja 2025 metropolita Toledo – arcybiskup Francisco Cerro Chaves.